# Asplundia brasiliensis
Asplundia brasiliensis är en enhjärtbladig växtart som beskrevs av Gunnar Wilhelm Harling. Asplundia brasiliensis ingår i släktet Asplundia och familjen Cyclanthaceae. Inga underarter finns listade.